# Высокий пол

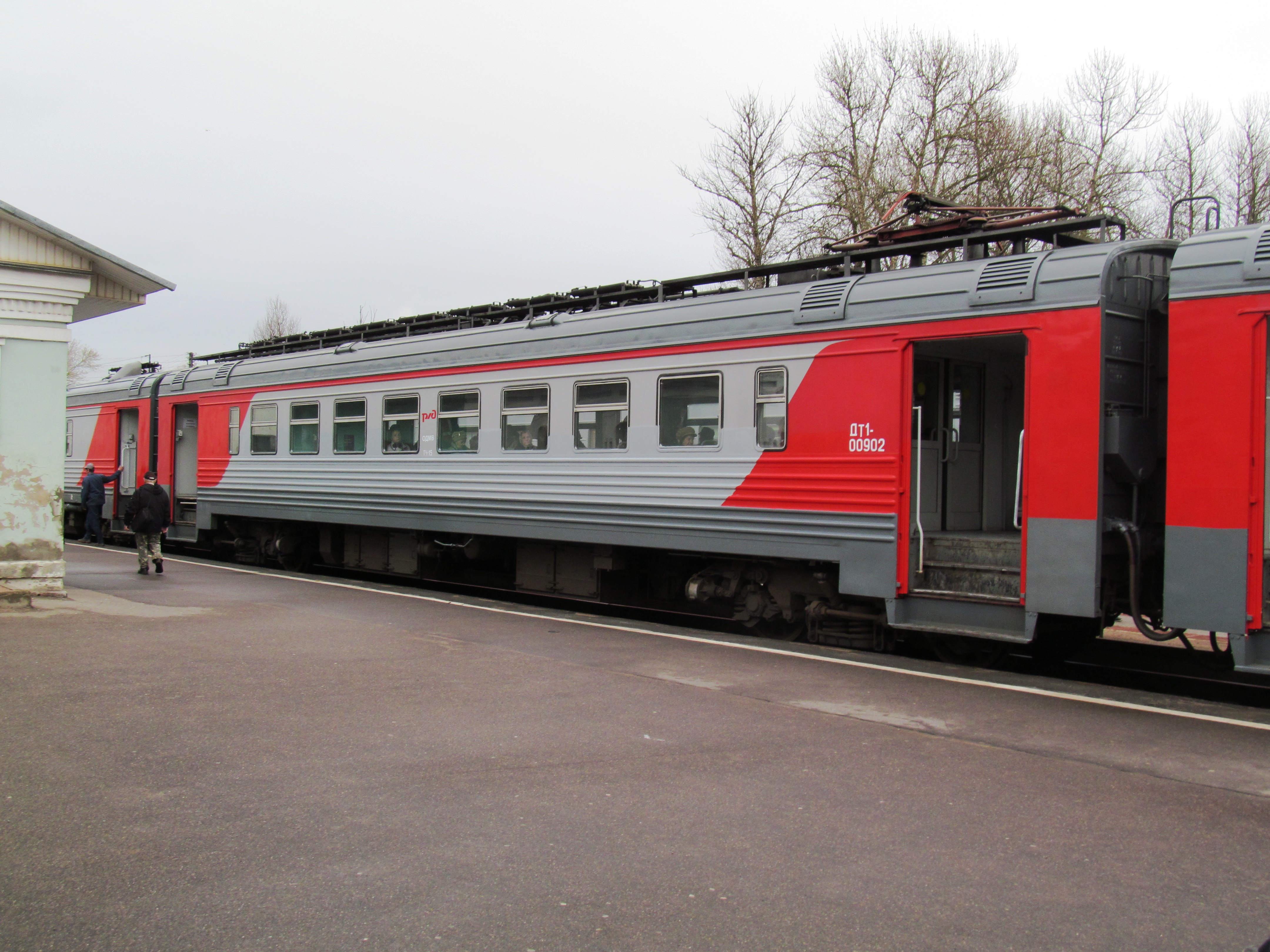
ДТ1

Высокий пол — ступенчатый вход в виде лестницы. Используется во многих автобусах, троллейбусах, трамваях и поездах.
Для обеспечения доступности высота транспортных средств унифицируется. Так например, для входа в вагон поезда высота до края рельса составляет 76 сантиметров.
В настоящее время в Германии метро и пригородные поезда оборудованы высоким полом, за исключением Кёльна, где в середине 1990-х годов было принято решение разделить платформы на низкие и высокие. Так же - и в Северной Америке.